# Associação Desportiva Joaçaba
Associação Desportiva Joaçaba, mais conhecido como Joaçaba, foi um clube de futebol brasileiro com sede em Joaçaba, no estado de Santa Catarina. Fundado em 20 de maio de 1989, o Joaçaba tinha como cores o branco e o azul. O estádio utilizado pelo clube era o Estádio Oscar Rodrigues da Nova, com capacidade para 5.500 pessoas.
O clube estreiou na Segunda Divisão do Campeonato Catarinense em 1990 e, dois anos depois, venceu o campeonato em cima da Xanxerense e ascendeu à Primeira Divisão. No ano de 1995 foi rebaixado à segunda divisão e, em 1996 após a disputa do estadual, encerrou suas atividades.

## Os quatro anos de glória, e a decepção (1992-1995)
Já com o nome de Associação Desportiva Joaçaba (ADJ), o clube conquista o título de campeão catarinense da segunda divisão, disputando ela em 1993,1994 e 1995.Com uma grande campanha, a ADJ se sagra 3a colocada do catarinense da 1a divisão, mas é rebaixado pelo motivo de dívidas.

## Títulos
- Campeonato Catarinense da Segunda Divisão: 1992